# 친수성
친수성(親水性, Hydrophile)은 물 분자와 쉽게 결합되는 성질을 의미한다. 일반적으로 극성을 띠며, 극성을 띠지 않으면 소수성이라 한다.
세포막을 이루고 있는 인지질이나 세제와 같은 물질은 친수성인 머리 부분(인산기와 같은 산기)과 소수성인 꼬리 부분(탄화수소)을 가지고 있는 것도 있다.

## 같이 보기
- HLB값
- 젖음